# Sverige ved vinter-OL 1952
Sverige deltog ved Vinter-OL 1952 i Oslo med 65 sportsudøvere, 56 mænd og ni kvinder. De konkurrerede i otte sportsgrene og opnåede fire bronzemedaljer, hvilket placerede Sverige på en plads som nummer ti blandt de deltagende nationer. Sveriges flagbærer var Erik Elmsäter. 

## Medaljer
| 1952 Oslo | Guld | Sølv | Bronze | Total |
| Sverige   | 0    | 0    | 4      | 4     |

## Medaljevindere
Den svenske medaljevindere var:
| Sverige ved vinter-OL 1952 i Oslo | Sverige ved vinter-OL 1952 i Oslo | Sverige ved vinter-OL 1952 i Oslo | Sverige ved vinter-OL 1952 i Oslo | Sverige ved vinter-OL 1952 i Oslo |
| Medaljer                          | Deltager | Sport                             | Øvelse                            | Resultater                        |
| --------------------------------- | --- | --------------------------------- | --------------------------------- | --------------------------------- |
| Bronze                            | Carl-Erik Asplund | Skøjter                           | 10 000 meter                      | 17.16,6                           |
| Bronze                            | Karl Holmström | Skihop                            | Normalbakke                       | 219,5                             |
| Bronze                            | Nils Täpp Sigurd Andersson Enar Josefsson Martin Lundström | Langrend                          | 4 x 10 km stafet                  | 2.24.13,0                         |
| Bronze                            | Göte Almqvist Hans Andersson-Tvilling Stig Andersson-Tvilling Åke Andersson Lars Björn Göte Blomqvist Thord Flodqvist Erik Johansson Gösta Johansson Rune Johansson Sven Johansson Åke Lassas Holger Nurmela Lars Pettersson Lars Åke Svensson Sven Thunman Hans Öberg | Ishockey                          | Ishockey                          |                                   |